# Stenåsa församling
Stenåsa församling var en församling i Ölands södra kontrakt, Växjö stift, Mörbylånga kommun på Öland i Kalmar län. Församlingen uppgick 2002 i Hulterstad-Stenåsa församling.
Församlingskyrka var Stenåsa kyrka.

## Administrativ historik
Församlingen har medeltida ursprung.
Församlingen var till 1962 annexförsamling i pastoratet Hulterstad och Stenåsa. Från 1962 var den annexförsamling i pastoratet Mörbylånga, Resmo, Vickleby, Hulterstad, Stenåsa och Kastlösa Församlingen uppgick 2002 i Hulterstad-Stenåsa församling.
Församlingskod var 084004.